# Université Toulouse-Jean-Jaurès
Université Toulouse-Jean-Jaurès cunoscută anterior ca Université de Toulouse-Le Mirail, numită și Toulouse II, este o universitate publică franceză situată în Toulouse, Franța.
Campusul, situat în proiectul arhitectural major din Toulouse din anii 1960, Mirail, a fost proiectat și construit de echipa de arhitecți Candilis-Josic-Woods.

## Absolvenți celebri
- Kader Arif, un om politic francez
- Françoise Castex, politiciană franceză
- Jean Castex, un politician francez care a ocupat funcția de prim-ministru al Franței începând cu data de 3 iulie 2020 până pe 16 mai 2022

## Legături externe
- Université Toulouse-Jean-Jaurès